# مادي ووترز للأبحاث
مادي ووترز للأبحاث (بالإنجليزية:  Muddy Waters Research LLC)‏ هي شركة استثمارية خاصة، تقوم بإجراء أبحاث استقصائية على الشركات العامة وكذلك تستثمر بناء على هذه الأبحاث. كشفت الشركة عن مشاكل محاسبية واحتيال في العديد من الشركات، بشكل أساسي في الصين والامارات العربية المتحدة وأيضًا في دول أخرى في آسيا وأوروبا وأمريكا الشمالية.
تشتهر الشركة بالكشف عن الاحتيال في شركة سينو فورست، وهي شركة صينية مدرجة في كندا، انخفض مخزونها بنسبة 74 في المائة قبل أن تقدم في نهاية المطاف على حماية الإفلاس في مارس 2012. في عام 2014، وجهت السلطات الكندية اتهامات الإحتيال الجنائي ضد شركة سينو فورست ومديريها التنفيذيين. ونتيجة لذلك خسر المستثمرون البارزون أمثال موريس غرينبرغ وجون بولسون في الشركة مبالغ كبيرة.

## تأسيس مادي ووترز
تم تأسيس مادي ووترز بواسطة كارسون بلوك، وهو مستثمر بيع مكشوف. تم تسمية الشركة على اسم المثل الصيني "混水摸魚" «المياه الموحلة تجعل من صيد الأسماك أمرا أسهل». في يناير 2015، جمعت الشركة تمويلا بـ 100 مليون دولار لاستراتيجيتها الاستثمارية. تم وصف بلوك من قبل بلومبيرغ نيوز وآخرون على أنه «أحد أنجح الدببة» في السوق حديثا.
في عام 2011، تم تصنيف بلوك كواحد من أكثر 50 شخصًا تأثيرًا في التمويل والاستثمار من قبل مجلة بلومبرج ماركتس. قبل تأسيس Muddy Waters ، كان بلوك يدير شركة تخزين ذاتي مقرها شنغهاي تسمى «لوف بوكس ستوراج». كما كتب كتاب «ممارسة الأعمال التجارية في الصين للمبتدئين»، وكان محاميًا في جونز داي في شنغهاي وأستاذًا مساعدًا في كلية شيكاغو-كينت للقانون بـ معهد إلينوي للتقنية.

## كشف الاحتيالات وشركة إن إم سي
- في 17 ديسمبر عام 2019، أصبحت شركة إن إم سي المملوكة للملياردير بي آر شيتي هدفا لكارسون بلوك وتراجعت أسهمها بقيمة 32%. حيث كشفت مادي ووترز في تقرير البيانات المالية لشركة الرعاية الصحية إلى احتمال مدفوعات زائدة للأصول، وتضخم الأرصدة النقدية، وديون تم تقديرها بأقل من قيمتها. وأدى ذلك إلى القضاء على نحو 1.8 مليار جنيه إسترليني (2.4 مليار دولار) من القيمة السوقية للشركة. وواصلت باقي شركات بي آر شيتي الخسارة.[12] لاحقا أكدت مادي ووترز تلاعبا في ميزانية الشركة وإستثمارات زائدة عن الحد. بعدها توالت عمليات البيع لأسهم الشركة وتم إيقاف التداول عليها في بورصة لندن في بداية العام 2020. اعترفت إن إم سي لاحقا بالتقارير وتم رصد ديون تتجاوز قيمتها 2.7 مليار دولار. لحقا أعلن بنك أبوظبي التجاري وهو أكبر المقرضين لشركه إن إم سي الطبية في الإمارات العربية المتحدة عن ديون تعادل مليار دولار.[13][14][15][16][17]